# Claudia de Rham
Claudia de Rham   (Lausana, 29 de març de 1978) és una física teòrica britànica d'origen suís que treballa a la interfície de la gravetat, la cosmologia i la física de partícules. Treballa a l'Imperial College de Londres. Va ser una de les finalistes del Regne Unit a la categoria de Ciències Físiques i Enginyeria del premi Blavatnik per a joves científics el 2018 pels seus estudis de la teoria de gravetat massiva i va guanyar el premi el 2020.

## Biografia
De Rham va néixer a Lausana. Va completar els seus estudis de grau a França, rebent un Diplôme d'Ingénieur en física a l'École Polytechnique de París l'any 2000. Va rebre un màster en física per l'École Polytechnique Fédérale de Lausanne l'any 2001. L'any 2002, de Rham es va traslladar al Regne Unit, aconseguint un doctorat al Departament de Matemàtiques Aplicades i Física Teòrica de la Universitat de Cambridge sobre "cosmologia braneworld més enllà del límit de baixa energia". S'ha format com a pilot i ha superat diverses etapes del procés de selecció d'astronautes de l'Agència Espacial Europea .

## Recerca
Després d'obtenir el seu doctorat, de Rham va anar a Mont-real per unir-se al departament de física de la Universitat McGill. Es va traslladar a la Universitat McMaster a Hamilton i al Perimeter Institute for Theoretical Physics a Waterloo, Ontario, el 2006, on va treballar en una posició postdoctoral en cosmologia. El 2010 es va incorporar a la Universitat de Ginebra com a professora assistent. Es va traslladar a la Case Western Reserve University de Cleveland, Ohio, el 2011 i es va convertir en professora associada allà el 2016. Es va incorporar a l'Imperial College de Londres el 2016. Aquell any, va rebre un premi al mèrit Wolfson de 100.000 lliures de la Royal Society.
La seva investigació està centrada en la cosmologia teòrica, i explora models gravitacionals que podrien explicar l'expansió accelerada de l'univers. De Rham és reconeguda com una investigadora a l'avantguarda del desenvolupament de les teories de gravetat massiva, on la partícula mediadora de la força gravitatòria, el gravitó, pot ser massiu. El 2010, va construir una teoria no lineal d'un gravitó massiu, que és teòricament consistent i lliure de fantasmes. Aquesta formulació de la gravetat massiva es coneix ara com a "teoria de Rham-Gabadadze-Tolley (dRGT)", a causa del seu descobriment per de Rham, Gregory Gabadadze i Andrew J. Tolley. La seva investigació ajuda a abordar el problema de la constant cosmològica i podria descriure l'expansió accelerada de l'univers com un efecte purament gravitatori, on els gravitons massius són responsables de l'energia fosca.
El 2015, va oferir una xerrada TEDx amb el títol "Nature of the Graviton". Imparteix conferències públiques regularment sobre cosmologia teòrica.
De Rham va ser entrevistada per Morgan Freeman a la temporada 8 de Through the Wormhole.

## Publicacions
El novembre de 2023, de Rham va ser coautor de The Encyclopedia of Cosmology, Set 2: Frontiers in Cosmology, Volum 1: Modified Gravity, amb Andrew J Tolley, també de l'Imperial College de Londres. L'abril de 2024, va publicar The Beauty of Falling: A Life in Pursuit of Gravity.

## Premis
- 2010–2014: PI de la beca de càtedra de la Fundació Nacional Suïssa, per al projecte "Challenging the cosmological paradigm"[24]
- 2012–2013: PI sobre ACES Advance Opportunity Grant, per al projecte "Recent Developments in Massive Gravity"[24]
- 2016–2021: Premi al mèrit Wolfson de la Royal Society[13]
- 2017: Premi EPFL Alumni[1]
- 2017–2021: PI on Simons Foundation Award, programa "Origins of the Universe" amb Rachel Rosen[25]
- 2017–2022: PI sobre la beca de consolidació de l'ERC, per al projecte "Massive Gravity and Cosmology"[26]
- 2018: St John's College, Cambridge Adams Prize[27]
- 2018: Premi Blavatnik per a joves científics : finalista, Ciències físiques i enginyeria del Regne Unit[28][29]
- 2020: Premis Blavatnik per a joves científics: guanyadora, Ciències físiques i enginyeria del Regne Unit[30][4]
- 2023: Escollida membre de l'Acadèmia Americana de les Arts i les Ciències[31]